# 1732

## Родени
- 17 януари – Станислав Август Понятовски, последният полски крал и велик княз литовски.
- 24 януари – Пиер дьо Бомарше, френски писател
- 23 март – Мари-Аделаид, френска благородничка
- 1 април – Йозеф Хайдн, австрийски композитор
- 5 април – Жан-Оноре Фрагонар, френски художник
- 13 април – Фредерик Норт, британски политик
- 21 юни – Йохан Кристоф Фридрих Бах, германски композитор
- 30 септември – Жак Некер, френски политик

## Починали
- 17 февруари – Луи Маршан, френски музикант